# Hatzegopteryx
Hatzegopteryx ("křídlo z Haţegu") byl rod obřího ptakoještěra z čeledi Azhdarchidae, který žil na úplném konci křídového období (asi před 66 miliony let) na území dnešního Rumunska (ostrov Haţeg). Jedná se patrně o jednoho z největších létajících živočichů všech dob.

## Popis
Objevené fosilie naznačují, že tento obří pterosaurus dosahoval v rozpětí křídel až kolem 11 metrů. Tím se řadí mezi největší známé létající tvory všech dob (vedle jiných gigantických ptakoještěrů, jako byl severoamerický Quetzalcoatlus nebo asijský rod Arambourgiania). Maximální hmotnost těchto ptakoještěrů nesměla přesáhnout zhruba 250 kilogramů, jinak už by se nejspíš nedokázali vznést ze země.
Jen lebka tohoto živočicha měřila podle srovnávacích propočtů až 3 metry na délku a byla na poměry pterosaurů značně masivní. Proto se vědci domnívají, že tento létající plaz měl lebku odlehčenou buď svou unikátní stavbou nebo nějakým dosud neznámým fyziologickým mechanismem. Typový druh H. thambema (druhové jméno znamená doslova "obluda") byl popsán francouzským paleontologem Erikem Buffetautem a jeho vědeckými kolegy v roce 2002.
Druh Albadraco tharmisensis, popsaný z Transylvánie koncem roku 2019, může představovat odrostlé mládě tohoto obřího ptakoještěra. Také rod Eurazhdarcho může být menším mládětem hatzegopteryga, není však známá dostatečně velká část jeho kostry.

## Paleoekologie
Podle vědecké studie Darenna Naishe a Marka Wittona z roku 2017 mohl být Hatzegopteryx specializovanou robustní formou azdarchida, představující pozemního oportunistického predátora, schopného ulovit i kořist střední velikosti (například ornitopody rodu Zalmoxes nebo Telmatosaurus).
Podle některých odhadů dokázali tito ptakoještěři urazit ohromné vzdálenosti. Například zástupci příbuzného rodu Quetzalcoatlus zvládli pravděpodobně přeletět v rozmezí 7 až 10 dní na vzdálenost kolem 16 000 kilometrů, a to jen s relativně malým výdejem energie. Pro hatzegopteryga však nejspíš toto neplatilo.

## Největší ptakoještěr všech dob?
V březnu roku 2018 byl německými a rumunskými paleontology oznámen objev gigantického krčního obratle jakéhosi obřího azdarchidního ptakoještěra, žijícího na území dnešního Rumunska v době končící křídy. Mělo by jít o jednoho z největších známých ptakoještěrů vůbec (o čemž svědčí udávaná hmotnost 500 kilogramů a rozpětí křídel přes 12 metrů) a může se jednat právě o exemplář druhu H. thambema (ačkoliv samotní objevitelé fosilie zastávají názor, že jde o zcela nový druh, představující dokonce nelétavou formu azdarchida). Zatím však nebyla vydána oficiální popisná studie k tomuto nálezu. V Německu byla vystavena replika kostry tohoto obřího ptakoještěra, ta je však založena spíše na reprodukci částí koster jiných velkých azdarchidů. Tomuto druhu může patřit také část obří mandibuly (spodní čelisti), objevené v Rumunsku v lokalitě Vălioara. Jde o největší známou čelistní kost ptakoještěra na světě, exponát nese kat. ozn. LPB (FGGUB) R.2347.